# هيبارين منخفض الوزن الجزيئي
يُعتبر الهيبارين منخفض الوزن الجزيئي إحدى فئات الأدوية المضادة للتخثُّر. تُستحدم هذه الأدوية في الوقاية من الخثرات الدموية، في علاج الانصمام الخثاري الوريدي (تخثر وريدي عميق وانصمام رئوي) وفي علاج احتشاء عضلة القلب.
يوجد الهيبارين متعدد السكاريد في الطبيعة بصورة طبيعية. يُستخدم في تثبيط عملية التخثر التي تؤدي إلى تكون الجلطات. يتكون الهيبارين الطبيعي من سلاسل جزيئية بأطوال وأوزان جزيئية متفاوتة، إذ يتراوح الوزن الجزيئي للسلاسل المختلفة بين 5,000 و 40,000 دالتون، مكونة بذلك هيبارين متعدد الأوزان الجزيئية ضمن الفئات الصيدلية المختلفة. من ناحية أخرى، يتكون الهيبارين منخفض الوزن الجزيئي من سلاسل قصيرة من عديد السكاريد، إذ يُمكن وصفه على أنه أملاح الهيبارين التي يكون متوسط وزنها الجزيئي أقل من 8,000 دالتون. يُمكن الحصول على هذه الأملاح من خلال العديد من العمليات المختلفة مثل التجزئة أو التحلل (إزالة البلمرة) لجزيئات الهيبارين المُبلمر.
يُستخرح الهيبارين من العديد من المصادر الطبيعية، وبشكل أساسي من أمعاء الخنزير أو رئة الأبقار. يُمكن تناول الهيبارين في صورة مستحضر صيدلي علاجي للوقاية من الخثرات الدموية. ومع ذلك، لا يُمكن التنبؤ بتأثير الهيبارين الطبيعي أو غير المجزأ بشكل أكثر وضوحًا من الهيبارين منخفض الوزن الجزيئي.

## الاستخدامات الطبية
يُسمح باستخدام الهيبارين منخفض الوزن الجزيئي في علاج المرضى الخارجيين (غير المقيمين بالمستشفى) في حالات مثل الانصمام الخثاري الوريدي والانصمام الرئوي بسبب إمكانية إعطائه للمريض تحت الجلد، إضافة إلى أنه لا يتطلب اختبار ثرومبوبلاستن الجزئي المُنشّط.
نظرًا لأن للهيبارين منخفض الوزن الجزيئي العديد من الحرائك الدوائية والتأثيرات المعروفة المضادة للتخثر، يوصى باستخدامه مع الهيبارين غير المجزأ للمرضى الذين يعانون من الانصمام الرئوي الشديد، وفي المعالجة المبدئية (الأولية) للمرضى الذين يعانون من الخثرات الوريدية العميقة. بالمقارنة بالعلاج الوهمي أو عدم التدخل، فإن العلاج الوقائي باستخدام الهيبارين منخفض الوزن الجزيئي ومضادات التخثر المُشابهة للمرضى (في المستشفى) يقلل من خطر الإصابة بالانصمام الخثاري الوريدي وخاصة الانصمام الرئوي.
في الأونة الأخيرة، صُنفت هذه العوامل على أنها مضادت للتخثر في متلازمة الشريان التاجي الحادة (أيه سي إس) عبر التدخل عن طريق الجلد (بي سي أي).
يحتاج استخدام الهيبارين منخفض الوزن الجزيئي إلى مراقبة المريض عن قرب خصوصًا لدى المرضى الذين يعانون من الوزن الزائد أو أولئك الذين يعانون من اختلال وظيفة الكُلى. رُبما يكون النشاط المضاد للعامل أكس إيه مفيدًا في مراقبة منع تخثر الدم. نظرًا لأن التخلص من هذه العوامل يحدث عبر الكُلى، فإن الهيبارين منخفض الوزن الجزيئي لن يكون مناسبًا للمرضى الذين يعانون من أمراض الكُلى في المراحل المتأخرة. يُمكن استخدام الهيبارين منخفض الوزن الجزيئي أيضًا للمحافظة على كفاءة الكانيولا ووصلات التحويل (النقل) لدى مرضى الغسيل الكلوي.
يُعتبر المرضى المصابون بالسرطان أكثر عرضة للإصابة بالخثرات الدموية، لذلك يُعد الهيبارين منخفض الوزن الجزيئيي خيارًا مهمًا للتقليل من هذا الخطر. أظهرت دراسة نُشرت عام (2003) أن المرضى الذين يعانون من الأورام الخبيثة (الأورام السرطانية) أو الانصمامات الخثارية الوريدية الحادة، كان الدالتبرين أكثر فعالية وكفاءة من الوارفارين في تقليل خطر الإصابة بالانصمامات المتكررة. توصى العديد من القواعد الإرشادية باستخدام الهيبارين منخفض الوزن الجزيئي للمرضى المصابين بالسرطان على الأقل لمدة تتراوح من 3 إلى 6 أشهر الأولى في علاج طويل الأجل، إذ يُعتبر ذلك مؤشرًا على جودة الرعاية.

## التداخلات الدوائية
يجب تجنب استخدام الهيبارين منخفض الوزن الجزيئي لدى المرضى الذين يعانون من حساسية الهيبارين أو الكبريتيت أو كحول البنزيل، ولا يُوصى باستخدامه مع المرضى الذين يعانون من نزيف نشط أو المرضى ذوي التاريخ المرضي مع انخفاض عدد الصفائح الدموية المرتبط بالهيبارين. في الجرعات العالية، رُبما يُسبب نزيف في الدماغ أو في المنطقة المعوية. يعتمد الهيبارين منخفض الوزن الجزيئي بشكل كبير على وظائف الكُلى بسبب إزالته (طرحه خارج الجسم)  بشكل أكثر فاعلية من إزالة الهيبارين غير المُجزأ، وهذا يسبب زيادة في نصف العُمر الحيوي لدى المرضى الذين يعانون من الفشل الكلوي، لذلك يجب حساب معدل الإزالة لتقليل الجرعة لتناسب حاجة المريض. يُعتبر استخدام الهيبارين والهيبارين منخفض الوزن الجزيئي مُعقدًا في بعض الأحيان بسبب إنقاصهما عدد الصفائح الدموية، وهذا من المضاعفات المعروفة للهيبارين والتي تُعرف بقلة الصفائح الدموية المُستحثة بالهيبارين.

### الترياق (مضاد التسمم)
في الحالات السريرية التي يكون من الضروري فيها تحييد تأثير الهيبارين المضاد للتخثر، يُستخدم البروتامين لتحييد الهيبارين عبر الارتباط به. تؤكد العديد من الدراسات التي أُجريت على الحيوان والدراسات المخبرية الأخرى أن البروتامين قادر على تحييد النشاط المضاد للتخثر للهيبارين منخفض الوزن الجزيئي والعودة بالوقت اللازم للتخثر كما في الوضع الطبيعي. ومع ذلك، يبدو أن البروتامين يحيد بشكل جزئي النشاط المضاد للعامل إكس إيه للهيبارين منخفض الوزن الجزيئي. نظرًا لأن الوزن الجزيئي للهيبارين يؤثر على تفاعله (أو تداخله) مع البروتامين، فمن المحتمل وجود تحييد غير كامل لنشاط العامل إكس إيه؛ بسبب عدم قدرة البروتامين على الارتباط مع أنصاف (السلاسل الصغيرة) الهيبارين منخفض الوزن الجزيئي الناتجة خلال عملية التحضير، مع ملاحظة أن البروتامين يتطلب درجة عالية من الحذر عند استخدامه.

### الإجراءات الوقائية
عادة ما تُستبعد تجارب الهيبارين منخفض الوزن الجزيئي على الأفراد الذين يعانون من حرائك دوائية للهيبارين لا يُمكن التنبؤ بها، ونتيجة لذلك، فإن المرضى الذين يعانون من مخاطر السمنة المفرطة أو في المراحل المتقدمة من الفشل الكلوي، عادة ما يُظهرون فوائد أقل بسبب زيادة عُمر النصف للهيبارين المُجزأ. يجب أن يُستخدم الهيبارين منخفض الوزن الجزيئي بحذر شديد مع المرضى الذين يخضعون لأي إجراء طبي يستلزم التخدير (ثقب العمود الفقري) أو في حالات زيادة مخاطر حدوث نزيف لدى المرضى الذين لديهم تاريخ مرضي مع نقص الصفائح الدموية المُرتبط بالهيبارين.

## علم الأدوية
آلية العمل: عملية التخثر هي عملية فيزيولوجية تهدف بشكل أساسي لمنع فقدان الدم أو النزيف الشديد بعد إصابة الأوعية الدموية. لسوء الحظ، هناك بعض الحالات التي تتشكل فيه الخثرة (الجلطة) الدموية عندما لا تكون هناك حاجة إليها. فعلى سبيل المثال، رُبما تؤدي الحالات شديدة الخطورة -مثل الاستيقاف الطويل والعمليات الجراحية والسرطان- إلى زيادة خطر تطور الإصابة بالجلطات الدموية التي غالبًا ما تؤدي إلى عواقب وخيمة.
تتكون عملية التخثر من سلسلة من الخطوات التي ينتشر فيها البروتياز (إنزيم بروتيني) لينشط البروتياز الذي يليه في السلسلة وهكذا. ونظرًا لأن كل بروتياز يُمكنه أن ينشط العديد من جزيئات البروتياز الأخرى التي تليه في السلسلة، تتضخم العملية البيولوجية وتتضاعف، مكونةً النتيجة النهائية لهذه السلسلة من التفاعلات وهي تحويل الفيبرونوجين (بروتين ذائب في البلازما) إلى خيوط وتكتلات من الفيبرين (بروتين غير ذائب)، فتشكل خيوط الفيبرين جلطات دموية ثابتة (خثرة) جنبًا إلى جنب مع الصفائح الدموية.
مضاد الثرومبين، هو مُثبط سيريني للبروتياز، وهو المثبط الرئيس لعملية التخثر في البلازما. يُثبط الهيبارين منخفض الوزن الجزيئي عملية التخثُر عبر الارتباط مع مضاد الثرومبين عبر سلسلة خماسية السكاريد. يؤدي هذا الارتباط إلى  تغير في التكوين الجزيئي لمضاد الثرومبين الذي يُسرع من تثبيط عامل إكس إيه النشط المسؤول بشكل كبير عن حدوث عملية التخثر.

## روابط خارجية
- Low+Molecular+Weight+Heparin في المكتبة الوطنية الأمريكية للطب نظام فهرسة المواضيع الطبية (MeSH).